# Râul Miraș
Râul Miraș este un curs de apă, afluent al râului Sebeș. 